# Erik Boye
Erik Boye (ur. 7 lutego 1964) – duński piłkarz, grający na pozycji bramkarza.
Karierę zaczynał w FC Fredericia. W 1993 przeszedł do Vejle Boldklub. W sezonie 1996/1997 zdobył wicemistrzostwo Danii. Dzięki temu jego klub zagrał w Pucharze UEFA w sezonie 1997/1998, gdzie jednak odpadł w II rundzie kwalifikacyjnej z Hapoelem Petach Tikwa, przegrywając w dwumeczu 0:1. W 1997 roku zdobył nagrodę Det Gyldne Bur. W Vejle BK grał do 2000 roku, rozgrywając w tym klubie ponad 200 ligowych spotkań. Następnie przeszedł do Aarhus GF. Karierę piłkarską zakończył w 2002 roku.